# Callas Went Away
Callas Went Away est une chanson du groupe Enigma, sur l'album MCMXC a.D. paru fin 1990. Il s'agit d'un hommage à Maria Callas.
Pour ce titre, Michael Cretu a pris un sample de la célèbre cantatrice décédée en 1977, dont on entend sa voix qui chante : Ah! je les relis sans cesse / Je devrais les détruire / Ces lettres! ces lettres! . Ce sample est extrait de l'opéra Werther de Jules Massenet.
Également, on entend des cris d'oiseaux au début, des notes de piano mélangés à la musique électronique, et aussi la voix de Sandra, qui chuchote les paroles du titre.